# Крайня Бистра
Крайня Бистра, місц. русинська назва Крайня Быстра (словац. Krajná Bystrá) — село в Словаччині, Свидницькому окрузі Пряшівського краю. Розташоване в північно-східній частині Словаччини на кордоні з Польщею.
Уперше згадується у 1618 році.

## Пам'ятки
У селі є греко-католицька церква святого Архангела Михаїла з 1929 року в стилі бароко-класицизму та військовий цвинтар з Першої світової війни.

## Населення
| Рік:            | 1993 | 2003    | 2013     | 2023     |
| --------------- | ---- | ------- | -------- | -------- |
| Кількість осіб: | 309  | 336     | 394      | 495      |
| Різниця:        |      | +8,73 % | +17,26 % | +25,63 % |

| Рік:            | 2022 | 2023    |
| --------------- | ---- | ------- |
| Кількість осіб: | 490  | 495     |
| Різниця:        |      | +1,02 % |

В селі проживає 367 осіб.
Національний склад населення (за даними останнього перепису населення — 2001 року):
- словаки — 69,25%
- русини — 21,49%
- цигани — 6,87%
- українці — 1,49%

Склад населення за приналежністю до релігії станом на 2001 рік:
- греко-католики — 91,64%,
- православні — 3,58%,
- римо-католики — 3,58%,
- не вважають себе віруючими або не належать до жодної вищезгаданої церкви- 1,20 %

### Видатні постаті
- Василь Біляк — у 1917 р. в селі народився колишній член ЦК КП Чехословаччини, перший секретар ЦК КП Чехословаччини, в 1968 р. підтримував вторгнення військ країн-членів Варшавського договору до Чехословаччини з метою припинення реформ Празької весни. Судовий процес за злочини комунізму припинено спеціяльною прокуратурою через неможливість допиту свідків у Чехії. Зараз живе із зятем Йозефом Шевцом— колишнім лідером КП Словаччини у вілі в престижному районі Братислави.

| Словаччина | Це незавершена стаття з географії Словаччини. Ви можете допомогти проєкту, виправивши або дописавши її. |

1. ↑  Ця сторінка має Властивість Вікіданих P910: категорія за темою сторінки із значенням "Category:Krajná Bystrá", але не має назви українською мовою, яку треба додати за посиланням d:Special:SetLabelDescriptionAliases/Q9999968/uk.
Докладніше: Вікіпедія:Проєкт:Вікідані; Вікіпедія:Категоризація.
2. ↑  Hustota obyvateľstva - obce [om7014rr_obc=AREAS_SK, v_om7014rr_ukaz=Rozloha (Štvorcový meter)]. Statistical Office of the Slovak Republic. 28 березня 2024. Процитовано 8 лютого 2025.
3. ↑  Počet obyvateľov podľa pohlavia - obce (ročne) [om7101rr_obce=AREAS_SK]. Statistical Office of the Slovak Republic. 28 березня 2024. Процитовано 8 лютого 2025.
4. ↑  Останні вибори до органів місцевого врядування Словаччини відбулися 11 листопада 2018 року. Дані про голову місцевого уряду можуть бути неактуальними.
5. ↑  Krajná Bystrá. ŠÚ SR: sodbtn.sk (словац.). // детальні статистичні дані
6. 1 2  Počet obyvateľov podľa pohlavia - obce (ročne) [om7101rr_obce=AREAS_SK]. Statistical Office of the Slovak Republic. 28 березня 2024. Процитовано 8 лютого 2025.